# Międzynarodowe Stowarzyszenie Lesbijek i Gejów

Tęczowa flaga – symbol społeczności LGBT

Międzynarodowe Stowarzyszenie Lesbijek, Gejów, Osób Biseksualnych, Transpłciowych i Interpłciowych (ILGA – International Lesbian, Gay, Bisexual, Trans, and Intersex Association) – światowa organizacja non-profit, zrzeszająca pozarządowe, polityczne organizacje działające na rzecz praw osób LGBT.
Została założona 8 sierpnia 1978 r. w Coventry w Anglii przez przedstawicieli organizacji gejowskich z 10 krajów Europy. Pierwotna nazwa: Międzynarodowe Stowarzyszenie Gejów (IGA). W 1986 roku do stowarzyszenia dołączyły organizacje lesbijek – w wyniku tego IGA przekształcono w Międzynarodowe Stowarzyszenie Lesbijek i Gejów. W latach późniejszych ILGA obejmowała opieką organizacje skupione w ruchu LGBT.
Jest jedyną organizacją pozarządową na świecie zajmującą się problemami łamania praw człowieka i dyskryminacji na podstawie orientacji seksualnej.
Organizacja współpracuje ściśle z Amnesty International w zakresie nagłaśniania przypadków prześladowania osób LGBT. ILGA wspierała Światową Organizację Zdrowia (WHO) w procesie skreślenia homoseksualizmu z wykazu chorób.
Organizacja uczestniczy w pracach ONZ. Przedstawiciele ILGA brali udział w II Światowej Konferencji Praw Człowieka w Wiedniu w 1993 r. oraz w IV Światowej Konferencji ds. Kobiet w Pekinie w 1995 r. W 1998 r. ILGA uzyskała status konsultanta przy Radzie Europy. Głos ILGA brany jest pod uwagę na różnych szczeblach decyzyjnych w strukturach Unii Europejskiej. Na konferencji ILGA w Portugalii obecny był ówczesny przewodniczący Parlamentu Europejskiego, Pat Cox.
Podczas głosowania 23 stycznia 2006 Rady Gospodarczej i Społecznej ONZ, głosami USA, Kuby, Iranu, Zimbabwe i Sudanu odrzucono wniosek ILGA o przyznanie statusu stałego doradcy jako organizacji pozarządowej.
Od 2009 r. ILGA publikuje coroczny raport z rankingiem i mapą, ilustrującymi poziom równouprawnienia w poszczególnych krajach.
Od grudnia 2006 ILGA-Europe stała się stałą organizacją doradczą 
Rady Gospodarczej i Społecznej ONZ.
Warszawski Ruch Homoseksualny był pierwszą polską organizacją, która była przyjęta w poczet ILGA w 1987 r. Do ILGA należą obecnie następujące polskie organizacje środowisk LGBT: Kampania Przeciw Homofobii, Lambda Warszawa, Fundacja Równości oraz krakowska Fundacja Kultura dla Tolerancji.
Obecnie ILGA zrzesza 600 organizacji z 90 krajów świata.
Od października 2019 r., w zarządzie sekcji europejskiej jest dyrektor polskiej organizacji Kampania Przeciw Homofobii, Slava Melnyk.

## Struktura organizacji
Członkami ILGA są organizacje o charakterze lokalnym, organizacje krajowe wzgl. organizacje miejskie. Dzieli się na Sekcje Regionalne, które zasadniczo obejmują swym zasięgiem poszczególne kontynenty. Sekcja Europejska jest akredytowana przy Komisji Europejskiej w Brukseli. Organizacja bazuje wyłącznie na pracy społecznej swoich członków.
Sekcje regionalne:
- ILGA-Africa (Afryka)
- ILGA-Asia (Azja)
- ILGA-ANZAPI (Australia i Oceania)
- ILGA-Europe (Europa)
- ILGA-North America (Ameryka Północna)
- ILGA-LAC (Ameryka Łacińska i Karaiby)